# Dogrib
Dogrib (även Tłı̨chǫ Yatiì) är ett språk som talas av Tłı̨chǫ-indianerna i det kanadensiska territoriet Northwest Territories. Enligt Kanadas statistiska centralbyrå fanns det 2 640 talare av språket år 2006.
Utbredningsområdet täcker norra stranden av Stora Slavsjön och når nästan upp till Stora Björnsjön. Rae-Edzo är det största av de fyra samhällen där Dogrib talas av en majoritet av invånarna. 

## Status
Trots antalet talare så betraktas Dogrib som ett livskraftigt språk. Det talas av alla åldrar. Många talare behärskar även engelska i varierande grad. Enspråkiga talare av Dogrib finns, främst bland äldre och barn.